# Bassekou Kouyaté
Bassekou Kouyaté, född 1966 i Garana i Mali är en malisk musiker och ledare för bandet Ngoni Ba där han spelar ngoni, ett västafrikanskt stränginstrument.
Koyaté föddes i en liten by i närheten av Ségou där hans far, som var griot, lärde honom att spela ngoni, när han var tolv år gammal och flyttade till Bamako i slutet av 1980-talet. Hans musik är nästan helt akustisk och har rötter i griot-traditionen och Bamanariket i Ségou. Han fick sitt internationella genombrott med albumet  Segu Blue och har spelat på festivaler i stora delar av världen och även besökt  Sverige. Han turnerar med sina familjemedlemnar varav flera ingår i bandet där hans fru Amy Sacko är sångerska.
År 2008 fick Bassekou Koyaté och Ngoni Ba BBC:s World Music Award och framträdde på Royal Albert Hall i en specialutgåva av 
The Proms.

## Diskografi[6]
Album
- 2006 – Segu Blue
- 2009 – I Speak Fula
- 2013 – Jama Ko
- 2015 – Ba Power Glitterbeat
- 2019 – Miri